# 지방도 제337호선
지방도 제337호선은 이천시 장호원읍 오남사거리에서 용인시 처인구 모현읍 매산리를 잇는 경기도의 지방도이다. 이천시 부발읍에서 약 1 km 구간이 국도 제3호선과 중첩된다. 본래 종점은 광주시 도척면까지였으나 2007년 용인시 처인구 모현읍까지 연장되었다.

## 연혁
- 2005년 3월 28일 : 기존 지방도 제337호선인 '초월 ~ 강하선'을 폐지[1]
- 2005년 3월 28일 : 지방도 제337호선을 새로 지정[2]
- 2007년 11월 12일 : 종점을 광주시 도척면 진우리에서 용인시 모현면 매산리로 11.5 km 구간 연장. 이에 따라 '장호원 ~ 도척선'에서 '장호원 ~ 모현선'이 됨.[3]
- 2009년 5월 7일 : 제55회 경기도 체육대회에 의해 5월 13일까지 무촌 교차로 ~ 송정 교차로(이천시 부발읍 무촌리 ~ 송정동) 6.1 km 구간 임시 개통[4]
- 2009년 9월 19일 : 무촌 ~ 궁평간 도로(이천시 부발읍 무촌리 ~ 신둔면 소정리) 9.1 km 구간 개통[5]
- 2011년 1월 3일 : 이천시 부발읍 무촌리 ~ 광주시 도척면 진우리 15.7 km 구간 개통[6]

## 주요 경유지
- 이천시
  - 장호원읍 오남사거리 - (미개통 구간 : 오남리 - 어석리 - 대서리)
  - 설성면 (미개통 구간 : 제요리 - 신필리) 신필1리 - 장천리 - (미개통 구간 : 암산리 - 장천리 - 송계리)
  - 대월면 (미개통 구간 : 군량리)
  - 모가면 진가리 - 양평리 - 소사리
  - 대월면 군량리 - 구시리 - 더반GC - 구시교 - 초지교 - 초지리 - 대월면 행정복지센터 - 등안사거리 - 해룡7교 - 사동리 - 대월삼거리
  - 부발읍 도드람조합삼거리 - 두산제관삼거리 - 가산삼거리 - 가산리 - 가산육교 - 송온리 - 수정리 - 죽당리 - 신죽당교 - 죽당 교차로 - 무촌삼거리 - 무촌고가교 - 무촌리 - 복하천교
  - 증포동 복하천교 - 큰산아파트사거리 - 갈산 교차로 - 증포 교차로 - 송정1 교차로
  - 관고동 송정2 교차로 - 송정2교
  - 신둔면 송정2교 - 수하리 - 남정리 - 수광리 - 소정 교차로 - 소정리 - 쇠쟁이 교차로 - 신둔1교 - 마교리 - 신둔2교 - 용마 교차로 - 인후리 - 용면1 교차로 - 용면2 교차로 - 용면리 - 용면3 교차로 - 소티고개
- 광주시
  - 도척면 소티고개 - 진우터널(270m) - 진우1 교차로 - 진우2 교차로 - 진우리 - (미개통 구간 : 궁평리 - 도웅리)
- 용인시
  - 처인구
    - 모현읍 (미개통 구간 : 왕산리 - 갈담리 - 매산리)

## 중복 구간
- 이천시 대월면 대월삼거리 ~ 부발읍 가산삼거리 : 국도 제3호선과 중복
- 광주시 도척면 진우리 : 국가지원지방도 제98호선과 중복

## 도로명
- 이천시 장호원읍 오남사거리 ~ 오남리 : 복숭아로
- 이천시 장호원읍 어석리 ~ (월포2교 북단) : 어석로48번길
- 이천시 설성면 (신필교 북단) ~ 신필리 : 설장로320번길
- 이천시 설성면 신필리 ~ 장천리 : 신암로
- 이천시 모가면 진가리 ~ 대월면 대월삼거리 : 대월로
- 이천시 대월면 대월삼거리 ~ 부발읍 가산삼거리 : 경충대로
- 이천시 부발읍 가산삼거리 ~ 신둔면 소티고개 : 황무로
- 광주시 도척면 소티고개 ~ 진우리 : 국사봉로